# Filip Manojlović
Filip Manojlović (ur. 25 kwietnia 1996 w Belgradzie) – serbski piłkarz występujący na pozycji bramkarza.